# August Blanche
August Teodor Blanche (17. september 1811 i Stockholm – 30. november 1868 sammesteds) var en svensk forfatter.

## Liv og politisk virke
Blanche var uægte søn af en regimentspræst Bergvall og en tjenestepige, Katarina Hedberg, der senere blev gift med en håndværker, Blanch, efter hvem August Blanche tog navn. Han gik i Klara Skole; af sit skoleliv der, sine lærere og kammerater, har han givet fornøjelige skildringer. Han studerede jura, beklædte også et juridisk embede, men virkede væsentlig som skribent. Han begyndte som politisk forfatter (anonymt) med et par spøgefulde indlæg i dagens spørgsmål og blev straks der efter knyttet til oppositionspressen, idet han blev medredaktør af bladet "Freja". Tiden var stærkt optaget af politiske og sociale spørgsmål, Dagspressen fik en betydning som aldrig før, og August Blanche deltog med interesse i diskussionerne, i politiske spørgsmål altid på frisindet side. I den hidsige kamp om Almquist’s "Det går an" deltog August Blanche med et indlæg, "Sara Widebeck", og da han desuden i sit blad kritiserede Almquist ret skarpt, fremkaldte dette en strid, der blev August Blanche så ubehagelig, at han en tid lang trak sig helt tilbage fra journalistisk virksomhed.
Senere (1857-63) blev han redaktør af "Illustrerad tidning", og da han ved arven efter sin fader var blevet økonomisk uafhængig, tog han atter virksom del i det politiske liv, blev medlem af "borgarståndet" og, efter forfatningsforandringen, af Rigsdagens andetkammer. Her var han en varm talsmand for alt, hvad han anså for frihed og fremskridt, ikke mindst for sociale og humane opgaver. Han var blandt de få, som stillede sig på Norges side under debatten om revision af unionsakten mellem Sverige og Norge, og var derfor genstand for stor hyldest, da han 1860 besøgte Norge.

## Skuespilforfatter
Sin betydeligste virksomhed fik August Blanche dog på et andet område end det politiske. På en rejse til København fik han sans for det Heiberg-Hertz’ske lystspil, og fra 1843 begyndte hans omfattende dramatiske forfattervirksomhed, hvorved han skulle puste liv i det svenske skuespil, der i det 19. århundrede var næsten helt sygnet hen. I løbet af 6-7 år kom der ikke mindre end 36 dramaer fra hans hånd. De fleste og bedste var lystspil med sang ("Positivhataren", "Magister Bläckstadius", "Hittebarnet", "En födelsedag på gäldstugan", "Ett resande teatersällskap", dette sidste regnes for den bedste farce i svensk litteratur). Hans stykker gjorde stor lykke – nogle af dem nåede over 200 opførelser – ikke mindst ved den række livagtige typer, de førte frem på scenen. Vel er det senere (af G. Nordensvan i "Nordisk Tidskrift" 1896) blevet påvist, at August Blanche i langt større omfang, end man oprindelig antog, har benyttet fremmed stof, hentet både handling og figurer fra franske, tyske og danske stykker (således fra Heiberg og Overskou), men bearbejdelsen er foretaget med så megen behændighed og en så sikker sans for, hvad der passede for den svenske scene, at de med rette bærer hans navn. Hans alvorlige stykker: "Läkaren" (1845), "Järnbäraren" (1846), gjorde mindre lykke; heldigst var det nationalhistoriske skuespil "Engelbrecht och hans dalkarler" (1846).

## Romanforfatter
Som forfatter af romaner var August Blanche mindre heldig: selv hans bedste, "Flickan i stadsgården" og "Sönen af Söder och Nord", er ikke at regne for andet end spændende lejebiblioteksromaner i Eugène Sue’s maner. Der imod fandt han sit rette felt i de små skildringer af Stockholmslivet, "Bilder ur verkligheten", som han efterhånden lod se lyset i Illustrerad Tidning: "Hyrkuskens berätelser", "En prestmans anteckningar", "En skådespelares äfventyr" og "Strödda anteckningar". Her er August Blanche helt original og viser sig fra sin allerbedste side. Hans muntre og elskværdige syn på livet, hans sikre iagttagelsesevne skaffede dem en stor og taknemlig læsekreds ikke blot i hans samtid, men også i senere tid, da de står som levende og pålidelige billeder af en svunden tids liv.

## Skildringer af sin samtids personer
Han har tillige givet en række vakre karakteristikker af sin samtids bekendteste mænd og kvinder (udgivet under titel af "Minnesbilder" med biografi af August Blanche ved S.A. Hedin 1872). Også i Danmark og Norge har August Blanche haft en anselig læsekreds: både hans romaner og hans billeder af det virkelige liv er oversat flere gange, hvor imod hans dramatiske arbejder aldrig er slået an her.